# Hammer Neumühle

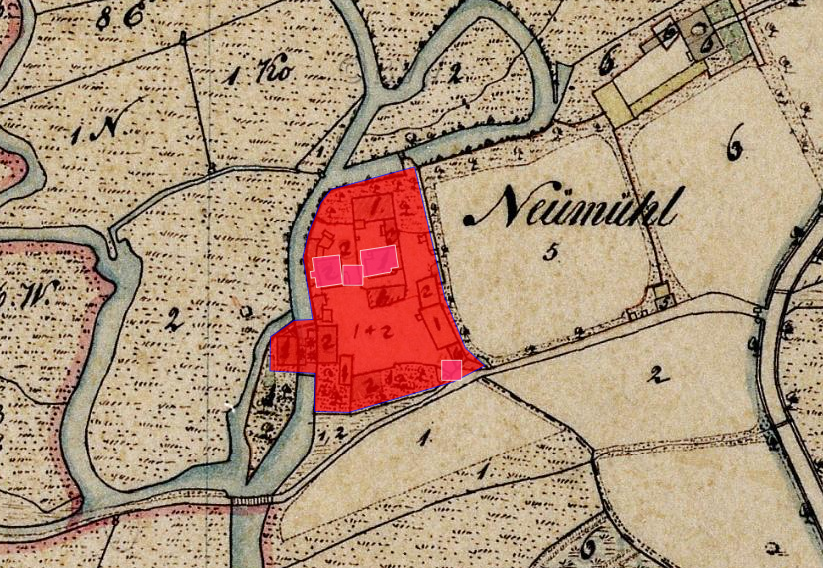
Lageplan der Neumühle (Amberg) auf dem Urkataster von Bayern

Der Hammer Neumühle (bisweilen auch als Hammer Neumühl bezeichnet) lag im gleichnamigen Gemeindeteil Neumühle der oberpfälzischen Stadt Amberg. Der Eisenhammer bzw. die später hier errichtete Mühle wurde vom Wasser der Vils angetrieben. Die Anlage ist unter der Aktennummer D-3-61-000-416 als Baudenkmal verzeichnet. „Archäologische Befunde des Mittelalters und der frühen Neuzeit im Bereich des ehem. Hammerschlosses Neumühle“ werden zudem als Bodendenkmal unter der Aktennummer D-3-6537-0109 geführt.

## Geschichte
Im Herzogsurbar von 1280 wird hier nur eine Mühle genannt, die 1326 bereits zu einem Hammerwerk ausgebaut worden und dem Herzog zinspflichtig war. Auch hier konnte der Hammerherr die niedere Gerichtsbarkeit über das Hammervolk ausüben.
Der Hammer war Eigentum des um 1349 genannten Hans Castner. Nach seinem Tod († 1383) kam das Werk an seine Frau Osanna, da er offensichtlich keine Leiberben hatte. Diese trat 1387 mit diesem Hammer der Oberpfälzer Hammereinigung bei („Osanna die Kastnerin mit dem hamer zu der Newenmül“) und verpachtete ihn an Conrad Pflaum, Bürger von Amberg um einen Zins von 1 Pfund Pfennig wöchentlich. Nach dem Tod der Osanna (vermutlich † 1395) kam der Hammer an die Nachkommen des Friedrich Castner dem Älteren, wahrscheinlich dem älteren Bruder des Hans. Das Werk kam später in den Besitz des Friedrich Castner der Jüngere bzw. an dessen Söhne; der nächste Besitzer ist Hans Castner der Jüngere, Sohn des Friedrichs. 1430 verkaufte Georg Castner den Hammer Neumühle, der vermutlich wegen Schulden von seinem Vetter Hans dem Jungen an ihn übergegangen war, an seinen Vetter Heinrich. Am 29. August 1478 stellte der Kurfürst Philipp zu Heidelberg dem Georg Kastner einen Hammerbrief über den Hammer Neumühle aus. Dieser musste dafür 7 Pfund und 40 Pfennige jährlichen Zins zahlen. Wegen der Wasseraufstauung kam es 1466 und 1476 zu Streit mit der Stadt Amberg. Danach kam das Werk an den Sebastian Kastner, Sohn des Georg. Nach dessen Tod († 24. September 1539) wurde das Werk an den Kanzler Dr. Knod verkauft. Dessen Witwe Ursula verkaufte den Hammer nach 1680 an die Stadt Amberg. Nach einer Auseinandersetzung bewilligte Kurfürst Maximilian Joseph 1774 dem Stadtmagistrat die Landsassenfreiheit und die Hofmarksgerechtigkeit, die im Zuge der Reformen Anfang des 19. Jahrhunderts wieder aufgehoben wurde. Hier war das königlich sächsische Lazarett untergebracht. 1811 verkaufte der Magistrat das baufällig gewordene Schloss mit Nebengebäuden und 14 Tagwerk Grund an den Schulrat Fröhlich.
Der Hammer war ein Schienhammer und 1557 noch in Betrieb. 1557 stellte er seinen Betrieb aus Holzmangel in der Amberger Gegend ein und wurde als Mühle weitergeführt. Aus einem Bericht des Johann German Barbing an den Kurfürsten Ferdinand Maria vom 16. Januar 1666 heißt es zum Drahthammer: „Ein Schinhammer, zu Neumühl genannt, oberhalb der Stadt Amberg gelegen, gehört auch Bürgermeister und Rat allda, ist ebenso wie beim „Tradthammer“ alles zugrunde gegangen und anstatt dessen nur eine Mühle ohne Säge vorhanden. Zur Auferbauung aus obiger Ursach keine Hoffnung.“